# Libro di musica

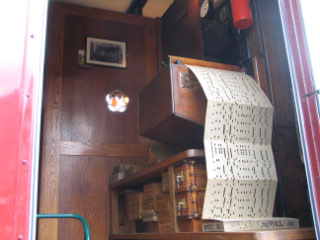
Un libro che suona un grande organo da fiera Gavioli.

Il libro di musica (Francese: Livre de musique) è un mezzo per memorizzare la musica suonata su organi meccanici, principalmente di fabbricazione europea. Il libro di musica è fatto di cartone spesso, contenente fori perforati che specificano le note musicali da suonare, con il libro piegato in stile zig-zag. A differenza dei pesanti bariletti appuntiti, che potevano contenere solo poche melodie di lunghezza fissa, utilizzate su strumenti precedenti, il libro di musica consentiva di costruire ampi repertori. La lunghezza di ogni brano non era più determinata dalle dimensioni fisiche dello strumento.

## Storia
Nel 1892, l'organaro Anselmo Gavioli brevettò l'"organo a libro", costituito da una serie di fogli di cartone piegati. I fori perforati sulle pagine del libro piegato consentivano ai tasti di risalire nella chiave della struttura suonando la nota richiesta. Le chiavi causerebbero nel tempo una notevole usura ai libri di musica. Una soluzione a questo problema era il telaio senza chiave in cui i fori consentivano il passaggio dell'aria. Lo sviluppo segnò una svolta nella storia dell'organo meccanico, e fece del Gavioli, fino alla sua scomparsa nel 1910, il più famoso e prolifico costruttore di organi da fiera.
Il libro di musica era il mezzo più comunemente usato per strumenti di grandi dimensioni. Ampiamente utilizzata dai produttori di organi da fiera e da strada, il libro di musica fu utilizzato anche da Henri Fourneaux nel 1863 nella sua Pianola.

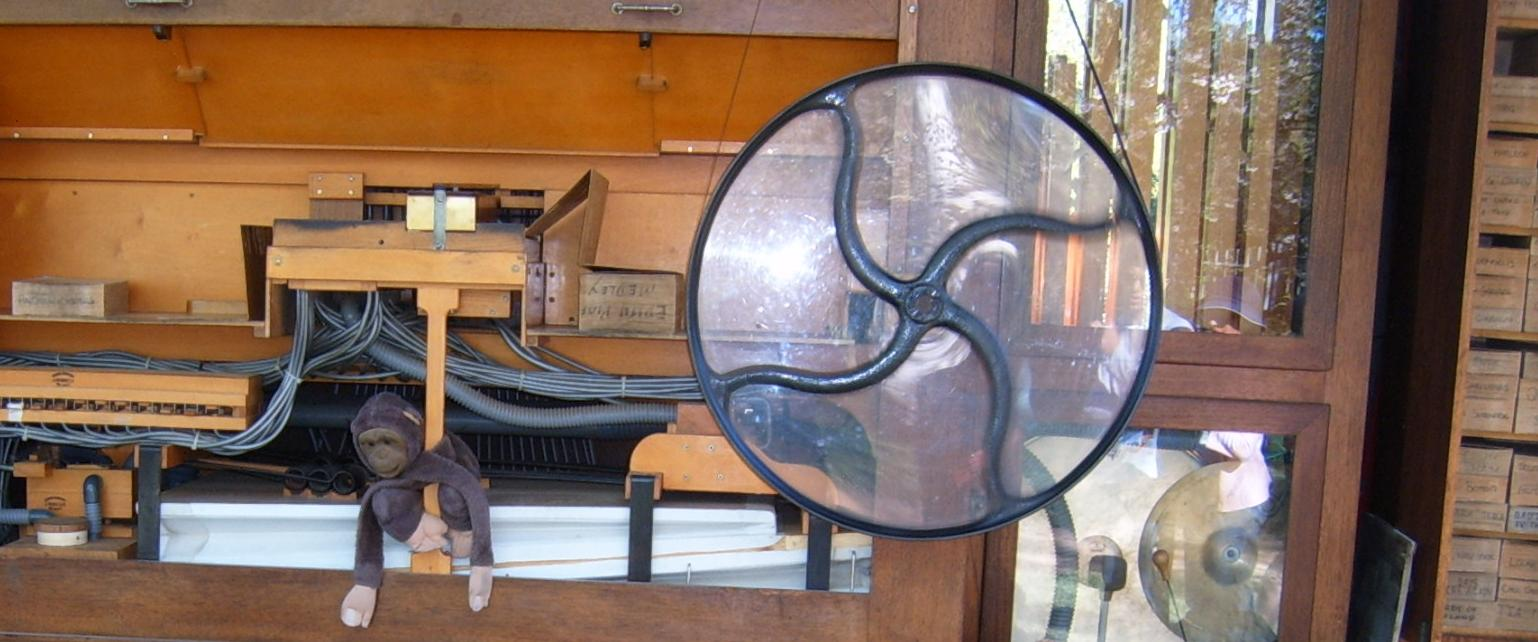
Meccanismo musicale dell'organo da strada "Australia Fair".

Uno dei vantaggi del libro di musica è che può essere interpretato meccanicamente. Sotto il libro corrono delle chiavi, piccole leve che oscillano verso l'alto al passaggio di un foro. Questo movimento apre quindi meccanicamente le valvole dell'organo.
I rulli di carta invece sono "senza chiave" e vengono generalmente letti solo dalla pressione pneumatica o dall'aspirazione. Alcuni organi meccanici, in particolare quelli di manifattura tedesca di ditte come Gbr Bruder e Ruth, riproducono musica da libri di cartone senza chiavi, operando pneumaticamente.
Lo svantaggio dei libri di musica, rispetto ai rulli di carta, è l'aumento delle dimensioni e del peso per memorizzare una quantità equivalente di musica. Il vantaggio principale del libro di musica in ogni caso, è che è robusto e non soggetto ad espansione e contrazione con l'umidità. Inoltre, non è necessario riavvolgere un libro dopo averlo suonato; quindi un'esecuzione musicale può continuare quasi immediatamente senza una pausa prolungata, mentre lo strumento è occupato a riavvolgere il rullo. Ciò consente di produrre libri e set di libri di grandi dimensioni, consentendo capacità musicalmente versatili. In Europa il formato a libro, piuttosto che il rullo, è il metodo preferito per azionare tutti gli strumenti, tranne quelli più piccoli, progettati per uso esterno.